# Essertenne
Essertenne – miejscowość i gmina we Francji, w regionie Burgundia-Franche-Comté, w departamencie Saona i Loara.
Według danych na rok 1990 gminę zamieszkiwało 476 osób, a gęstość zaludnienia wynosiła 37 osób/km² (wśród 2044 gmin Burgundii Essertenne plasuje się na 475. miejscu pod względem liczby ludności, natomiast pod względem powierzchni na miejscu 753.).